# Anthology: Through the Years
Anthology: Through the Years es un doble álbum recopilatorio del grupo estadounidense Tom Petty and the Heartbreakers, publicado por la compañía discográfica MCA Records en octubre de 2000. El álbum incluyó una nueva canción, «Surrender», grabada durante las sesiones de grabación de You're Gonna Get It!, aunque regrabada en 2000 específicamente para el recopilatorio. «Surrender» también supuso la última grabación de estudio del bajista Howie Epstein antes de su muerte.
Anthology: Through the Years alcanzó el puesto 132 en la lista estadounidense Billboard 200 y fue certificado como disco de oro por la RIAA al superar el medio millón de copias vendidas en el país. En el Reino Unido, el álbum llegó al puesto catorce de la lista UK Albums Chart.

## Lista de canciones
Todas las canciones escritas y compuestas por Tom Petty excepto donde se anota. 
| Disco uno |                                 |                          |          |  |
| N.º       | Título                          | Escritor(es)             | Duración |  |
| 1.        | «Breakdown»                     |                          | 2:42     |  |
| 2.        | «American Girl»                 |                          | 3:30     |  |
| 3.        | «Hometown Blues»                |                          | 2:11     |  |
| 4.        | «The Wild One, Forever»         |                          | 3:00     |  |
| 5.        | «I Need to Know»                |                          | 2:23     |  |
| 6.        | «Listen to Her Heart»           |                          | 3:01     |  |
| 7.        | «Too Much Ain't Enough»         |                          | 2:56     |  |
| 8.        | «Refugee»                       | Tom Petty, Mike Campbell | 3:21     |  |
| 9.        | «Here Comes My Girl»            | Tom Petty, Mike Campbell | 4:33     |  |
| 10.       | «Don't Do Me Like That»         |                          | 2:40     |  |
| 11.       | «Even the Losers»               |                          | 3:35     |  |
| 12.       | «The Waiting»                   |                          | 3:54     |  |
| 13.       | «A Woman in Love (It's Not Me)» | Tom Petty, Mike Campbell | 4:22     |  |
| 14.       | «Stop Draggin' My Heart Around» | Tom Petty, Mike Campbell | 4:02     |  |
| 15.       | «You Got Lucky»                 | Tom Petty, Mike Campbell | 3:37     |  |
| 16.       | «Straight into Darkness»        |                          | 3:49     |  |
| 17.       | «Change of Heart»               |                          | 3:18     |  |

| Disco dos |                                          |                                      |          |  |
| N.º       | Título                                   | Escritor(es)                         | Duración |  |
| 1.        | «Rebels»                                 |                                      | 5:20     |  |
| 2.        | «Don't Come Around Here No More»         | Tom Petty, David A. Stewart          | 5:06     |  |
| 3.        | «The Best of Everything»                 |                                      | 3:59     |  |
| 4.        | «So You Want to Be a Rock 'n' Roll Star» | Roger McGuinn, Chris Hillman         | 3:30     |  |
| 5.        | «Jammin' Me»                             | Tom Petty, Mike Campbell, Bob Dylan  | 4:08     |  |
| 6.        | «It'll All Work Out»                     |                                      | 3:12     |  |
| 7.        | «Love Is a Long Road»                    | Tom Petty, Mike Campbell             | 4:06     |  |
| 8.        | «Free Fallin'»                           | Tom Petty, Jeff Lynne                | 4:14     |  |
| 9.        | «Yer So Bad»                             | Tom Petty, Jeff Lynne                | 3:05     |  |
| 10.       | «I Won't Back Down»                      | Tom Petty, Jeff Lynne                | 2:56     |  |
| 11.       | «Runnin' Down a Dream»                   | Tom Petty, Mike Campbell, Jeff Lynne | 4:23     |  |
| 12.       | «Learning to Fly»                        | Tom Petty, Jeff Lynne                | 3:57     |  |
| 13.       | «Into the Great Wide Open»               | Tom Petty, Jeff Lynne                | 3:38     |  |
| 14.       | «Two Gunslingers»                        |                                      | 3:10     |  |
| 15.       | «Mary Jane's Last Dance»                 |                                      | 4:32     |  |
| 16.       | «Waiting for Tonight»                    |                                      | 3:31     |  |
| 17.       | «Surrender»                              |                                      | 2:54     |  |

## Personal
Tom Petty & The Heartbreakers
- Tom Petty: voz, guitarra, teclados, armónica y percusión
- Mike Campbell: voz, bajo y mandolina
- Benmont Tench: teclados y coros
- Howie Epstein: bajo y coros
- Stan Lynch: batería, percusión y coros
- Ron Blair: bajo

Otros músicos
- Stevie Nicks: voz en "Stop Draggin' My Heart Around"
- Donald "Duck" Dunn: bajo
- Phil Jones: percusión y batería
- Jeff Lynne : bajo, guitarra, teclados y coros
- George Harrison: guitarra rítmica y coros en "I Won't Back Down"
- Jim Keltner: batería y percusión en "Love Is a Long Road", shaker y pandereta en "Refugee"
- Dave Stewart: guitarra eléctrica, sintetizador y coros en "Don't Come Around Here No More"
- Richard Tandy: sintetizador en "Two Gunslingers"
- The Bangles: coros en "Waiting for Tonight"
- Steve Ferrone: batería en "Surrender"
- Lenny Castro: percusión en "Surrender"
- Scott Thurston: guitarra y coros en "Surrender"

## Posición en listas
| País           | Lista                   | Posición |
| -------------- | ----------------------- | -------- |
| Alemania       | Media Control Charts    | 96       |
| Estados Unidos | Billboard 200           | 132      |
| Nueva Zelanda  | New Zealand Music Chart | 19       |
| Reino Unido    | UK Albums Chart         | 14       |